# Perris Abenteuer
Perris Abenteuer (Originaltitel: Perri) ist ein amerikanischer Tier-„Spielfilm“ der Regisseure N. Paul Kenworthy und Ralph Wright aus dem Jahr 1957 und ein Teil der Disney-Reihe Entdeckungsreisen im Reiche der Natur. Das Drehbuch von Ralph Wright und Winston Hibler beruht auf der Erzählung Die Jugend des Eichhörnchens Perri (1938) von Felix Salten. Die Aufnahmen entstanden in den Naturparks Jackson Hole in Wyoming und im Uintah National Forest in Zusammenarbeit mit der US-Forstverwaltung und der US- und Utah-Fischerei- und Jagdverwaltung. Trotzdem handelt es sich um keinen üblichen dokumentarischen Naturfilm, weil der Streifen eine durchgängige Geschichte erzählt und mit sehr viel Musik und eingestreuten Liedern einer „tierischen Operette“ gleicht. Die Musik zum Film wurde 1958 für einen Oscar in der Kategorie Beste Filmmusik nominiert. Neun Kameramänner waren damit beschäftigt, unzählige Szenen mit verschiedenen Eichhörnchen auf Zelluloid zu bannen, woraus dann in mühseliger Kleinarbeit Felix Saltens Story montiert wurde. In der Bundesrepublik Deutschland kam der Film erstmals am 31. Oktober 1958 in die Kinos.

## Handlung
Erst vor wenigen Tagen hat das Eichhörnchen-Mädchen Perri das Licht der Welt erblickt und verbringt nun seine Kindheit im sicheren Kobel, beschützt von seiner Mutter. Von den Gefahren, die außerhalb des Nestes lauern, weiß das Kind noch nichts. Aber die schlimme Erfahrung bleibt ihm nicht erspart: Ein Marder, der Hauptfeind aller Eichhörnchen, tötet Perris Mutter samt seinen Geschwistern. Perri muss jetzt selbst schauen, wie sie das Leben meistern kann. Vom Baum herunter studiert sie ihre Umwelt: Die Waschbärenmutter führt ihre Jungen spazieren und eine Füchsin schleppt ein frisch erlegtes Kaninchen in die heimatliche Höhle. Im Waldsee bauen die Biber ihre gewaltigen Dämme und der Hirsch, der sich als König des Waldes fühlt, bewacht auf einer Lichtung seine niedlichen Kinder. Neben dem Marder macht die Wildkatze Perri und ihren Artgenossen das Leben schwer. Mehr als einmal kann sie den Feinden nur mit knapper Not entkommen.
Perri wächst zu einer feschen Dame heran. Die Zeit hat sie gelehrt, dass das Leben ein einziger großer Kampf ums Dasein ist. Die Natur ist manchmal grausam: Fressen und Gefressen werden lautet die Devise. Und an einem schönen Herbsttag entdeckt Perri etwas völlig Neues und Schönes: die Liebe! Porro heißt der Glückliche, den sie anzuhimmeln beginnt.
Eine weiche Schneedecke überzieht das Land. Während die meisten Tiere in den Winterschlaf versunken sind, hat Perri einen wunderbaren Traum: Eichhörnchen gleiten im Fluge über einen silbernen Mond, Tiere tanzen friedlich nebeneinander, zauberhafte Melodien erfüllen die Luft. Porro zeigt ihr seine Liebe.
Endlich naht wieder der Frühling. Perri genießt mit ihrem Freund das Erwachen der Natur. Plötzlich aber verdunkelt sich der Himmel. Ein Gewittersturm entfacht einen Waldbrand. Auch Perris Nest wird ein Opfer der Flammen. Porro kann gerade noch in ein Erdloch fliehen. Perri stürzt sich auf einen Gegenstand, der sich in Windeseile zum Bibersee hin bewegt. Am Ziel angekommen stellt sie fest, dass ihr die Wildkatze – wenn auch ungewollt – das Leben gerettet hat. Schließlich weicht die Katastrophe der Erlösung. Ein heftiger Landregen löscht das Feuer. Sogleich macht sich Perri auf die Suche nach ihrem Liebsten. Dabei kommt sie erneut dem Marder in die Quere. Um ein Haar wäre es um sie geschehen gewesen, hätte nicht Porro die Gefahr entdeckt und den Marder in die Fänge der Katze getrieben. Freudig schmiegen sich die beiden Hörnchen aneinander und genießen den Tag.

## Kritik
„Als Showoperette arrangierter Tierspielfilm aus Disneys Naturwerkstatt: Die Erlebnisse eines Eichhörnchen-Fräuleins von der Geburt bis zur Paarung. […] Ein erstaunliches, meisterhaft bebildertes Filmerlebnis. Ohne naturkundliche Absichten.“

„Prädikat ‚Wertvoll’“